# حكيم الغيساسي
هو متخصص في القضايا المتعلقة بالإعلام والتكنولوجيا الرقمية، و يشغل منصب المدير العام لوكالة الاتصال والإنتاج السمعي البصري "ميدياتينغ"، التي تقوم بنشر مجلتي "سيزام" (باللغة الفرنسية)  و"مدارك" (باللغة العربية)، بالإضافة إلى المواقع والتطبيقات الإلكترونية. كما أنه أسس سنة  1998 مجلة باللغة الفرنسية "لامدينا"، والتي تولى إدارتها .

## سيرته
تخرج  من معهد باريس للدراسات السياسية (سيانس بو باريس) حيث تخصص في  إدارة الإعلام والتكنولوجيا الرقمية. وتابع في سنة 2003 دراساته عليا في "الائكية وقانون الأديان" في جامعة إيكس مارسيليا الثالثة (كلية الحقوق والعلوم السياسية). شارك سنة 2004 في دورة تدريبية مهنية حول الجغرافيا السياسية للجريمة في معهد العلاقات الدولية والاستراتيجية (IRIS) في باريس. وفي عام 1989، تابع تكويناً في "الإبستمولوجيا وتاريخ العلوم" في جامعة بيير إي ماري كوري ، وفي سنة 1985 ، وهو حاصل على إجازة في علم النبات عام 1985، من جامعة محمد الخامس – أكدال بالرباط و أيضاً رئيس ومدير نشر مجلتي "سيزام" (باللغة الفرنسية) و"مدارك" (باللغة العربية). و أسس مجلة "لا مدينا"  في عام 1998 و مجلة "الإسلام، تاريخ وثقافات" في عام 2002 .وأنشأ في عام 2005 وكالة الاتصال "ميدياتينغ" التي يشغل منصب مديرها العام. واختير في فبراير 2013، ليصبح عضواً في لجنة اختيار البرامج في الشركة الوطنية للإذاعة والتلفزة (SNRT). زيادة على  ذلك، وبصفته خبيراً في الاستراتيجية الرقمية منذ عام 1998, قام بإنشاء وإطلاق حوالي خمسين موقعاً إلكترونياً، منها مواقع إخبارية وأخرى مؤسساتية ومواقع لمجلات.

## المنشورات
قام بتأليف  كتاب "89 مقترحاً من أجل فرنسا عادلة" سنة 2002، ونشر كتاب عن آفاق مستقبل المغرب على المستويات الاقتصادية والاجتماعية والثقافية والدينية تحت عنوان "نظرة على مغرب محمد السادس"  (2006، منشورات ، ميشيل لافون )، كما أنجز العديد من الأعمال البحثية منها "تحرير القطاع السمعي البصري المغربي و الشركة الوطنية للإذاعة والتلفزة" ، و'العلاقات المغربية الإسبانية' بالتعاون مع المعهد الملكي للدراسات الاستراتيجية ، وكذلك دراسات تتعلق بالتدبير العمومي للحقل الديني المغربي  ومأسسة الإسلام في فرنسا .

## الملاحظات والمراجع
1. ↑  "- agence de communication à rabat". Mediating. مؤرشف من الأصل في 2013-07-03. اطلع عليه بتاريخ 2020-08-23..
2. ↑  "Sezame". sezamemag.net. مؤرشف من الأصل في 2013-07-03. اطلع عليه بتاريخ 2021-05-10..
3. ↑  "Sciences Po Alumni". asso.fr. مؤرشف من الأصل في 2020-09-26. اطلع عليه بتاريخ 2021-05-10..
4. ↑  "Cahiers des charges de l audiovisuel : Derniers réglages avant la mise en application". Aujourd'hui le Maroc. مؤرشف من الأصل في 2014-02-09. اطلع عليه بتاريخ 2020-08-23..
5. ↑  "Mediating". مؤرشف من [www.mediating.ma الأصل] في 2013-07-03. {{استشهاد ويب}}: تحقق من قيمة |مسار= (مساعدة)
6. ↑  "Regard sur le Maroc de Mohammed VI". إذاعة فرنسا الثقافية. مؤرشف من الأصل في 2015-08-11.
7. ↑  "Le modèle marocain de gestion publique du champ religieuxPar Hakim EL GHISSASSI(*)". الإيكونومست (صحيفة مغربية). 11 أبريل 2007. مؤرشف من الأصل في 2014-02-09. اطلع عليه بتاريخ 2020-08-23..